# Orihi
Orihi is een plaats in de gemeente Barban in de Kroatische provincie Istrië. De plaats telt 107 inwoners (2001).